# Берсонс, Имантс
Имантс (Имантс-Янис Язепович) Берсонс (англ. Imants Bērsons, в советское время Имант Язепович Берсон, род. 11 декабря 1935, Талси) — советский и латвийский учёный в области теоретической атомной физики, доктор физико-математических наук (1985), член-корреспондент Латвийской академии наук (1992).

## Биография
Родился 11.12.1935 в дистрикте Талси, Латвия. Брат литературного критика Илгониса Берсонса (1931—2011).
Окончил среднюю школу в с. Шегарка Шегарского района Томской области (куда в 1949 г. был депортирован с матерью после ареста отца за неуплату сельхозналога) и Латвийский университет (1960).
В 1960—1993 гг. работал в Институте физики Академии наук Латвийской ССР: младший научный сотрудник (1960—1967), старший научный сотрудник (1967—1991), директор (1992—1993).
С 1994 г. профессор Института атомной физики и спектроскопии Латвийского университета. Читал курсы: теоретическая атомная физика, нелинейные уравнения и солитоны.
Кандидат (1967), доктор (1985) физико-математических наук. Докторская диссертация:
- Взаимодействие свободного и связанного в атоме электрона с сильным полем излучения : диссертация … доктора физико-математических наук : 01.04.02. — Рига, 1983. — 221 c. : ил.

Научные интересы: теоретическая ядерная физика, теория поля, взаимодействие лазерной радиации с атомами.
Член-корреспондент Латвийской академии наук (24.11.1992).
Сочинения:
- I. Bersons, A. Kulsh, Transition form factor of the hydrogen Rydberg atom, Physical Review A, 10.1103/PhysRevA.55.1674, 55, 3, (1674—1682), (1997).
- Квазиклассическая теория возмущений для описания многофотонной ионизации одномерного атома водорода [Текст] / И. Я. Берсонс. — Саласпилс : [б. и.], 1987. — 28 с. : рис. — (Препринт / АН Латвийской ССР ; ЛАФИ-109).